# Musique bretonne (revue)
Musique bretonne est une revue musicale bretonne trimestrielle (4 numéros par an), fondée en décembre 1979 et éditée par l'association Dastum. Elle est écrite en français et propose quelques pages en breton.

## Historique
Par la volonté de l'association Sonerien ha Kanerien Vreizh (S.K.V.) de lancer un vaste mouvement d'action en direction des sonneurs et chanteurs traditionnels, aidée par Dastum, elle trouve les moyens de publier une revue en décembre 1979,,,. C'est Yves Castel, de Lannion, qui propose le nom qui finit par faire l'unanimité[réf. souhaitée]. La revue repose initialement surtout sur un petit nombre de militants. Le premier directeur de publication fut Georges (Jojo) Epinette. Avec Patrick Malrieu notamment, il assure la rédaction, la composition, la diffusion… L'objectif initial de la revue est d'être « un journal d'information sur la musique traditionnelle chantée ou instrumentale ». La revue se fait l'écho des enregistrements musicaux, des ouvrages, des annonces d'évènements musicaux et culturels bretons avec des articles sur le vie musicale bretonne et parfois des articles limites provocateurs sur l'histoire de la musique bretonne et sur « ses réincarnations contemporaines »,.
Durant l'époque de "Tabouliner", Bernard Homerie fut directeur, suivi de Jean Le Clerc de la Herverie,. De 1987 à 1989, la revue met en avant le recensement des sonneurs bretons. Collaborant avec la revue depuis 1987, Bernard Lasbleiz en sera aussi le directeur dans les années 1990,. Ronan Guéblez est l'actuel[Quand ?] directeur de publication. La revue est progressivement passée d'un bulletin paroissial à une revue quasi-professionnelle. En janvier 2012 elle passe d'une parution bimestrielle à trimestrielle.

## Quelques collaborateurs depuis sa création
- Patrick Malrieu
- René Abjean